# Recoules-de-Fumas
Recoules-de-Fumas ist eine französische Gemeinde mit 99 Einwohnern (Stand: 1. Januar 2022) im Département Lozère in der Region Okzitanien (vor 2016: Languedoc-Roussillon). Sie gehört zum Kanton Marvejols. Die Einwohner werden Recoulois genannt.

## Geografie
Recoules-de-Fumas liegt im Gévaudan. Umgeben wird Recoules-de-Fumas von den Nachbargemeinden Peyre en Aubrac im Norden und Nordwesten, Lachamp-Ribennes im Norden und Osten sowie Saint-Léger-de-Peyre im Süden und Westen.

## Bevölkerungsentwicklung
| Jahr                       | 1962 | 1968 | 1975 | 1982 | 1990 | 1999 | 2006 | 2013 | 2018 |
| -------------------------- | ---- | ---- | ---- | ---- | ---- | ---- | ---- | ---- | ---- |
| Einwohner                  | 217  | 147  | 126  | 110  | 104  | 91   | 96   | 93   | 104  |
| Quellen: Cassini und INSEE |      |      |      |      |      |      |      |      |      |